# Gordon Ramsay
Gordon James Ramsay (ur. 8 listopada 1966 w Johnstone) – szkocki kucharz, restaurator, autor książek kucharskich i osobowość telewizyjna. Gospodarz programów telewizyjnych, takich jak Hell’s Kitchen (amerykańskie i brytyjskie wersje), Ku... jak kucharz, Kuchenne koszmary, MasterChef, MasterChef Junior i Hotel Hell.
Według dwutygodnika „Forbes” z dochodem 38 mln dol. jest najlepiej zarabiającym szefem kuchni na świecie.

## Życiorys
Wychował się w Stratford-upon-Avon w Anglii. Przez trzy lata grał w drużynie Rangers, jednak gdy skończył 18 lat, ze względu na kontuzję zdecydował się na kontynuowanie nauki w szkole o kierunku hotelarskim. Wkrótce potem rozpoczął karierę zawodową jako szef kuchni. W Londynie pracował z Markiem Pierre’em White’em na początku działalności Harvey’s w Wandsworth, skąd po kilku latach przeniósł się do Le Gavroche, aby współpracować z Albertem Roux. Potem na trzy lata przeprowadził się do Francji, gdzie zdobywał doświadczenie w kuchniach Guya Savoya oraz Joela Robuchona.
W październiku 1993 został szefem nowej restauracji Aubergine i wkrótce potem rozsławił ją, zdobywając wiele prestiżowych nagród, w tym dwie gwiazdki w przewodniku Michelina. W 1998 otworzył swoją pierwszą własną restaurację w Chelsea. Dwa lata później został uhonorowany tytułem Kucharza Roku, a w następnym roku otrzymał za swoją restaurację trzy gwiazdki w przewodniku Michelina. W ciągu kolejnych pięciu lat otworzył szereg restauracji m.in.: Gordon Ramsay at Claridge’s, Pétrus, The Grill Room, Menu at The Connaught, The Savoy Grill oraz pierwszą restaurację poza Wielką Brytanią – Verre w Dubaju. W styczniu 2013 był właścicielem lub firmował swoim nazwiskiem 30 restauracji, w tym 11 w Wielkiej Brytanii, 10 w Stanach Zjednoczonych, po dwóch we Francji, Włoszech, Katarze i Japonii i jednej w Irlandii. Jest jednym z trzech szefów kuchni, obok Alaina Ducasse’a i Joela Robuchona, których restauracje w tym samym czasie posiadały więcej niż 10 gwiazdek. Do tej pory zdobył ich 15, a w styczniu 2013 w sześciu restauracjach miał łącznie 11 gwiazdek Michelin.
Jest autorem wielu książek kucharskich, w tym m.in.: Passion For Flavour, Passion For Seafood, A Chef For All Seasons, Just Desserts, Kitchen Heaven, Makes It Easy, Sunday Lunch, Healthy Appetite, Cooking for Friends, World Kitchen oraz dwóch autobiografii: Humble Pie i Playing With Fire.
Żonaty z Taną, ma szóstkę dzieci: Megan, Matildę, bliźniaki Jacka i Holly Annę, Oscara i Jessego Jamesa. Mieszka w Wandsworth w południowym Londynie.